# District de Kostanaï
Le district de Kostanaï (en kazakh : Жітіқара ауданы) est un district de l'oblys de Kostanaï, situé au nord du Kazakhstan.

## Géographie
Le centre administratif du district est la ville de Kostanaï.

## Démographie
Le recensement de 2013 montre une population de 568 914 habitants.